# Aphanogmus nanus
Aphanogmus nanus är en stekelart som först beskrevs av Nees von Esenbeck 1834.  Aphanogmus nanus ingår i släktet Aphanogmus och familjen pysslingsteklar. Arten är reproducerande i Sverige. Inga underarter finns listade i Catalogue of Life.